# Mijne huisgenooten
Mijne huisgenooten is een schilderij van Thérèse Schwartze in het Museum De Lakenhal in Leiden.

## Geschiedenis
Thérèse Schwartze (1851-1918) was een bekend portretschilderes. Ze bewoonde met diverse familieleden het ouderlijk huis aan de Prinsengracht 1091 te Amsterdam, tegenwoordig een rijksmonument. Rond 1915 portretteerde ze haar huisgenoten. Hoewel de setting huiselijk lijkt, door de weergave van stoel en tafel, gaat de aandacht vooral naar de afgebeelde figuren.
Van links naar rechts zijn te zien: Thérèses zussen - zittend de beeldhouwster Georgine Schwartze (1854-1935) en staand apothekeres Clara Ansingh-Schwartze (1849-1923). Thérèses echtgenoot Anton van Duyl (1829-1918), journalist en hoofdredacteur van het Algemeen Handelsblad zit aan tafel achter een stapel boeken. Aan de rechterzijde staan de nichtjes Thérèse Ansingh (1883-1968) en Lizzy Ansingh (1875-1959), die net als hun tante gingen schilderen. 

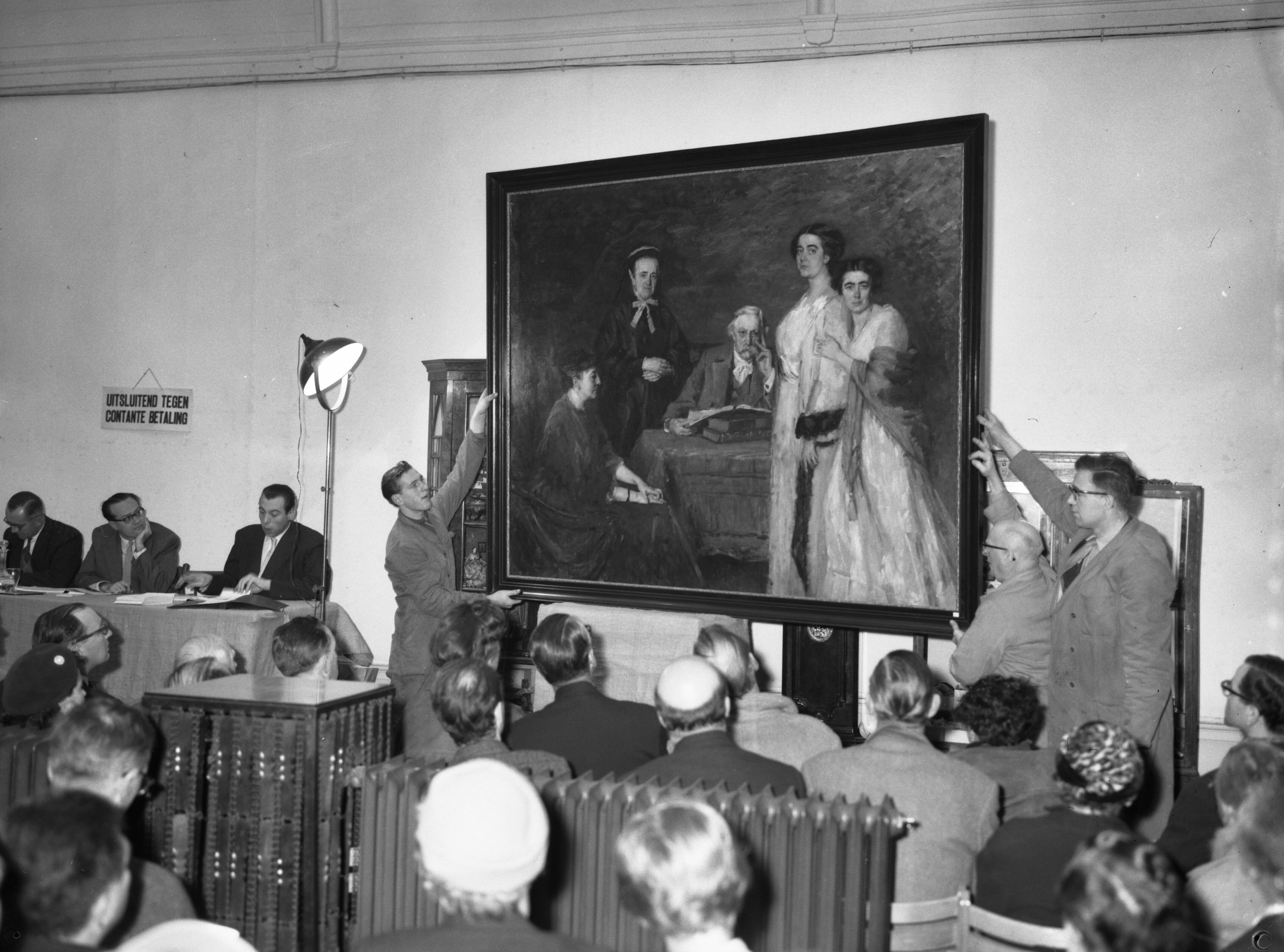
Veiling van het schilderij in 1960

Het olieverfschilderij is rechthoekig en zonder lijst 190 x 230 cm groot. De zwartgeverfde houten lijst heeft een vergulde binnenrand.
Het schilderij was waarschijnlijk voor het eerst in het openbaar te zien tijdens de tentoonstelling "Na 100 jaar" van Arti et Amicitiae in het najaar van 1915. Ter gelegenheid van het 100e geboortejaar van Johann Georg Schwartze een jaar eerder, werden werken getoond van hem, zijn beide dochters Georgina en Thérèse en kleindochter Lizzy. Het familieportret behoort met het schilderij van de zes dochters Boissevain tot de laatste grote werken van Thérèse Schwartze. Zij overleed in 1918. Een jaar later werd het nog eens getoond in een overzichtstentoonstelling van haar werk in het Stedelijk Museum Amsterdam. 

## Provenance
Het schilderij bleef familiebezit, tot het in 1960 vanuit de nalatenschap van Lizzy Ansingh werd geveild, vervolgens werd gekocht door haar zwager Bart Peizel en geschonken aan Museum De Lakenhal.